# 羅克布里奇 (密蘇里州)
羅克布里奇（英語：Rockbridge）是位於美國密蘇里州歐扎克縣的非建制地區。

## 歷史
羅克布里奇的郵局自1842年營運至今。

## 地理
羅克布里奇所處的海拔為高於海平面236米（即774英呎），而該地所採用的時區為UTC-6，即北美中部時區（CST）。同時該地設有夏令時間，為UTC-6調快一小時，即UTC-5（CDT）。